# Déflaboxe
Albums de Daniel Bélanger
Rêver mieux
(2001) L'Échec du matériel
(2007)
Déflaboxe est un album concept de musique électronique sorti en 2003, il s'agit du cinquième album studio de l'auteur-compositeur-interprète québécois Daniel Bélanger.

## Liste des pistes
| No  | Titre    | Durée      |
| --- | -------- | ---------- |
| 1.  | Intro    | 3 min 34 s |
| 2.  | Round 1  | 2 min 48 s |
| 3.  | Round 2  | 3 min 04 s |
| 4.  | Round 3  | 5 min 38 s |
| 5.  | Round 4  | 3 min 04 s |
| 6.  | Round 5  | 3 min 34 s |
| 7.  | Round 6  | 4 min 20 s |
| 8.  | Round 7  | 3 min 59 s |
| 9.  | Round 8  | 3 min 21 s |
| 10. | Round 9  | 3 min 49 s |
| 11. | Round 10 | 3 min 40 s |

## Personnel
- Daniel Bélanger : Textes, programmation
- Carl Bastien : claviers, basse, batterie, guitare
- Martin Roy : basse
- Jean-François Lauzon : batterie
- Alain Bergé : batterie

## Production
- Conception et réalisation : Daniel Bélanger
- Direction artistique : Michel Bélanger
- Mixage : Carl Bastien, Louis Legault, Claude Champagne
- Studio : Studio Champagne
- Production : Les Disques Audiogramme inc
- Coordination de production : Nathalie Parent, Mathieu Houde
- Pochette et livret :
- Conception et réalisation graphique : Achille Cassel, Mathieu Bélanger
- Négociations échantillonnages : Éditorial Avenue

## Récompenses
- ADISQ - Album de l'année - Musique électronique ou Techno (2004)